# Dante Caputo
Dante Mario Antonio Caputo (Buenos Aires, Argentina; 25 de noviembre de 1943 - Ibidem, 20 de junio de 2018) fue un político y politólogo argentino que ocupó la Cancillería durante casi toda la presidencia de Raúl Alfonsín y trabajó en el campo político, diplomático y académico nacional e internacional. También ejerció dos períodos como diputado de la Nación Argentina.

## Biografía
Caputo era hijo de inmigrantes italianos provenientes de Viggianello (en la región de Basilicata).

### Actividad académica y de investigación
Se licenció en Ciencias Políticas en la Universidad del Salvador de Buenos Aires en 1966. En 1967 finalizó sus estudios de posgrado en Relaciones Internacionales en la Fletcher School of Law and Diplomacy en Boston. 
Entre 1968 y 1972, desempeñó varios cargos para la OEA. En julio de 1972 regresa a la Argentina. En 1973 recibió una plaza de investigador en el Instituto Di Tella, y dirigió durante seis años el Centro de Investigaciones Sociales sobre el Estado y la Administración (CISEA).
Ejerció como profesor de grado y de posgrado en las universidades de Buenos Aires, el Salvador, París, Quilmes y La Plata.
Jugó un papel fundamental que jugó para aislar a los grupos chilenos como el Frente Patriótico Manuel Rodríguez, que impulsaban una insurrección armada contra Augusto Pinochet.

### Ministro de Relaciones Exteriores de la Argentina (1983-1989)

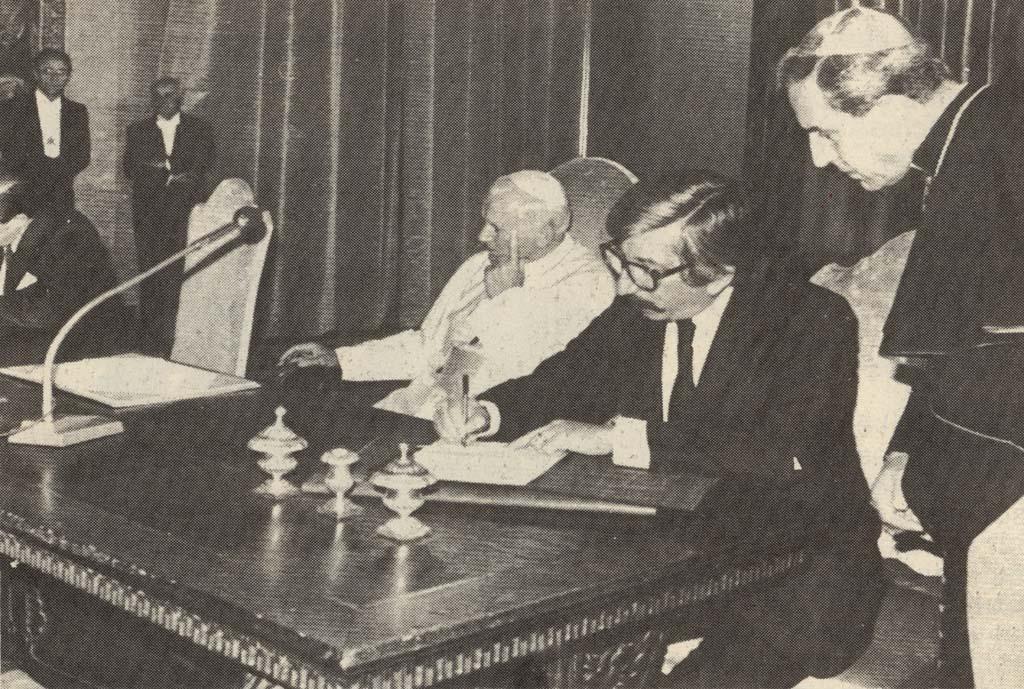
Firma del Tratado de Paz y Amistad entre Argentina y Chile, donde Caputo se encuentra junto a Juan Pablo II.

Durante el gobierno de Raúl Alfonsín (1983-1989) ocupó el ministerio de Relaciones Exteriores de Argentina y fue el único de sus ministros que se desempeñó durante todo el mandato presidencial. Las prioridades fueron:
fortalecer el sistema democrático en Argentina, evitar que la Guerra Fría regenerara la concepción de la seguridad nacional, impulsar el proceso de democratización regional, resolver las cuestiones limítrofes, generar mayor capacidad negociadora regional frente a las grandes potencias y promover la integración subregional.
Fue uno de los promotores del Grupo Cartagena con el fin de llevar adelante una acción conjunta de los países deudores frente a los acreedores de la deuda externa. Durante su ejercicio se concretaron los acuerdos con Uruguay y Brasil que constituyeron la base del Mercosur.
En 1984 firmó el Tratado de paz y amistad entre Argentina y Chile que dio fin al conflicto del Canal del Beagle, en cuyo curso mantuvo un histórico debate televisivo con el senador Vicente Saadi.
El 21 de septiembre de 1988 fue elegido presidente de la 43.ª Asamblea General de Naciones Unidas.

### Actividad política y de gestión pública, nacional e internacional

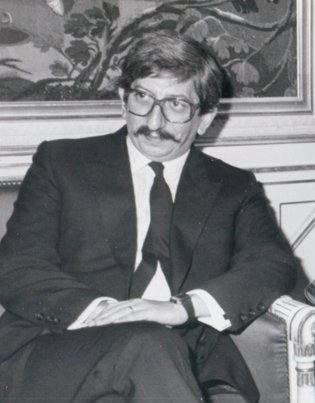
Caputo en el Palacio de la Moncloa en 1984.

Conoce en 1972 al dirigente radical Raúl Alfonsín a través de Jorge Roulet. El grupo de intelectuales del CISEA empieza a tener reuniones semanales con Alfonsín. En 1976, con el inicio de la dictadura militar, la militancia se intensifica y empezó a trabajar políticamente en la línea interna alfonsinista, dentro de la UCR. En 1982, durante la guerra de las Malvinas fue el principal asesor de Alfonsín, junto a un grupo de intelectuales del CISEA como Jorge Sabato y Jorge Roulet, para que Alfonsín no apoyara la acción militar argentina. Este mismo grupo fue gravitante durante la campaña presidencial de Alfonsín y determinante en la decisión del candidato radical en no aceptar la ley de autoamnistía impulsada por la dictadura y de enjuiciar a los comandantes militares.
En 1989 fue elegido diputado nacional por la Unión Cívica Radical, y se desempeñó como vicepresidente de la Comisión de Relaciones Exteriores.
En 1992 representó a la OEA y la ONU en Haití, como enviado especial del Secretario General de las Naciones Unidas, Butros Butros-Ghali. Durante ese lapso gozó del cargo de Subsecretario General de Naciones Unidas. Como tal, negoció el Acuerdo de la Isla de los Gobernadores que posibilitaría la transición democrática en la isla caribeña.
En 1995 es expulsado de la Unión Cívica Radical por su apoyo al Frente País Solidario (FREPASO) y crea el partido Nuevo Espacio, agrupación que se suma a la alianza. El año siguiente es nombrado vicepresidente del Frente País Solidario. Es electo nuevamente diputado nacional donde fue secretario de la Comisión de Relaciones Exteriores y miembro de la Comisión de Defensa. En 1999 renunció al cargo.
En 1998 se afilia al Partido Socialista Popular.
En 1999 fue precandidato a Jefe de Gobierno de la Ciudad de Buenos Aires en las elecciones internas del Frepaso por el socialismo, obteniendo el 40 % de los votos.
En el año 2000 fue Secretario de Estado de Ciencia, Tecnología e Innovación Productiva de la Nación, renunciando en febrero de 2001 en desacuerdo con la política oficial.
Durante el segundo semestre del 2005, fue enviado especial de la OEA en Nicaragua para resolver la crisis política que amenazaba con quebrar la democracia en el país. Logró restablecer el diálogo entre el Gobierno, los liberales y los sandinistas de cara a las elecciones presidenciales del año siguiente. Fue condecorado por el presidente Enrique Bolaños con la orden «José de Marcoleta en el grado de Gran Cruz», máxima distinción que otorga el Estado a un diplomático.
De 2006 a 2009 fue Secretario para Asuntos Políticos de la OEA.
Desde 2009 a 2012 fue asesor especial del Secretario General de la OEA. Fue codirector del segundo informe sobre la democracia en América Latina, Nuestra democracia, cuya presentación se realizó en el Foro de la Democracia Latinoamericana, organizado por OEA, PNUD e IFE, del 12 al 14 de octubre de 2010 en la Ciudad de México y director del informe Política, dinero y poder: un dilema para las democracias.
Desde 2011 a 2013 fue columnista semanal en asuntos internacionales del Diario Perfil.
Fue miembro del Consejo de Presidencia de la Asamblea Permanente por los Derechos Humanos de Argentina.
En 2016, Caputo propuso suspender el reclamo de soberanía argentino sobre las islas Malvinas hasta 2033, año en que se cumplen 200 años de la ocupación británica del archipiélago. Según su fundamentación, «la vía multilateral ya no da más resultado».
Falleció el 20 de junio de 2018 de cáncer de páncreas, en la ciudad de Buenos Aires. Fue inhumado en el Cementerio de Paz, en Pilar (Buenos Aires).

## Publicaciones
- El proceso de industrialización argentino entre 1900 y 1930. París: Instituto de Estudios de América Latina, 1970.
- El rol del sector público en el cambio de la sociedad argentina entre 1930 y 1958 (tesis doctoral). París: Universidad de la Sorbona, 1972.
- El poder militar en Argentina (1976-1981), en colaboración. Frankfurt: Verlag Klaus Dieter Vervuert, 1982.
- Así nacen las democracias (en colaboración). Buenos Aires: Emecé, 1984.
- Democratic culture and governance. UNESCO-Hispamérica. 1992.
- América Latina y las democracias pobres. Madrid: Ediciones del Quinto Centenario, 1992.
- Frepaso, alternancia o alternativa (con Julio Godio). Buenos Aires: Corregidor, 1996.
- Argentina en el comienzo del tercer milenio (en colaboración). Buenos Aires: Atlántida.
- La democracia en América Latina. PNUD (director de la publicación), 2004.
- Contribuciones al debate de la democracia en América Latina (PNUD). Buenos Aires: Santillana, 2005.
- Nuestra democracia. PNUD, OEA (codirector de la publicación). México, DF: FCE, 2010.
- Política, dinero y poder - un dilema para las democracias de las Américas. OEA (Coordinador). México, DF: FCE, 2011.